# Shame Shame
Shame Shame è un singolo del gruppo musicale statunitense Foo Fighters, pubblicato l'8 novembre 2020 come primo estratto dal decimo album in studio Medicine at Midnight.

## Descrizione
Si tratta di un brano atipico rispetto alla precedente discografia del gruppo, caratterizzandosi da riff soft di chitarra guidati da un groove di batteria e da un ritornello giudicato «cinematografico» dalla critica. Come spiegato dal frontman Dave Grohl, Shame Shame non è un brano rappresentativo dell'album ma è stato scelto come singolo di lancio al fine di rappresentare un buon punto di partenza per l'ascolto del disco stesso.

## Video musicale
Il video, diretto da Paola Kudacki e girato in bianco e nero, è stato pubblicato il 10 novembre 2020 attraverso il canale YouTube del gruppo e mostra Grohl e una donna (interpretata da Sofia Boutella) che lo induce ad abbandonare ogni cosa fino a fargli scavare la propria tomba. Riguardo al suo significato Grohl ha spiegato che esso è stato influenzato da «un angolo oscuro della sua psiche»:

## Tracce
1. Shame Shame – 4:17

## Formazione
Gruppo
- Dave Grohl – voce, chitarra
- Taylor Hawkins – batteria
- Nate Mendel – basso
- Chris Shiflett – chitarra
- Pat Smear – chitarra
- Rami Jaffee – tastiera

Altri musicisti
- Barbara Gruska – cori
- Samatha Sidley – cori
- Laura Mace – cori
- Inara George – cori
- Violet Grohl – cori
- Omar Hakim – percussioni
- Greg Kurstin – arrangiamento strumenti ad arco
- Songa Lee – violino
- Charlie Bisharat – violino
- Alma Fernandez – viola
- Jacob Baun – violoncello

Produzione
- Greg Kurstin – produzione
- Foo Fighters – produzione
- Alex Pasco – assistenza tecnica
- Darrell Thorp – ingegneria del suono
- Mark "Spike" Stent – missaggio
- Matt Wolach – assistenza al missaggio
- Randy Merrill – mastering

## Classifiche
| Classifica (2020)                | Posizione massima |
| -------------------------------- | ----------------- |
| Belgio (Fiandre)                 | 55                |
| Belgio (Vallonia)                | 76                |
| Canada (rock)                    | 1                 |
| Regno Unito                      | 77                |
| Stati Uniti (alternative)        | 10                |
| Stati Uniti (mainstream rock)    | 1                 |
| Stati Uniti (rock & alternative) | 11                |